# Beselga
Beselga es un núcleo de población español del municipio de Estivella, perteneciente a la provincia de Valencia, en la Comunidad Valenciana.

## Toponimia
El lugar puede aparecer referido como «Beselga» y «Veselga».

## Historia
Hacia mediados del siglo XIX, el lugar, ya por entonces perteneciente a Estivella, tenía contabilizada una población de veinticuatro habitantes. Aparece descrito en el decimoquinto volumen del Diccionario geográfico-estadístico-histórico de España y sus posesiones de Ultramar de Pascual Madoz con las siguientes palabras:

VESELGA: ald. en la prov. de Valencia, part. jud. de Murviedro, térm. jurisd. y felig. de Estivella: sit. á 1/2 hora O. del mismo, al pie de 2 elevados montes; comprende 9 casas, una pequeña ermita bajo la advocacion de San Roque, un cast. arruinado del tiempo de los moros en una altura inmediata, y una fuente de corto caudal que riega su huertecita. pobl.: 6 vec., 24 almas.
(Madoz, 1849, p. 686)

En 2022, tenía empadronados veintiún habitantes.